# Jyväskylä Jaguars 2022
Questa voce raccoglie le informazioni riguardanti gli Jyväskylä Jaguars nelle competizioni ufficiali della stagione 2022.

## Maschile

### III-divisioona 2022

#### Stagione regolare
| Sipoo 9 luglio 2022 3ª giornata | Jyväskylä Jaguars | 20 – 22 | Malmi Blaze |  |

| Sipoo 9 luglio 2022 3ª giornata | Joensuu Wolves | 14 – 0 | Jyväskylä Jaguars |  |

| Jyväskylä 23 luglio 2022 4ª giornata | Sipoo Bulldogs | 26 – 56 | Jyväskylä Jaguars |  |

| Jyväskylä 23 luglio 2022 4ª giornata | Malmi Blaze | 12 – 44 | Jyväskylä Jaguars |  |

| Helsinki 30 luglio 2022 5ª giornata | Jyväskylä Jaguars | 40 – 20 | Joensuu Wolves |  |

| Helsinki 30 luglio 2022 5ª giornata | Sipoo Bulldogs | 20 – 66 | Jyväskylä Jaguars |  |

#### Playoff
| Porvoo 13 agosto 2022 Semifinale | Joensuu Wolves | 30 – 14 | Jyväskylä Jaguars |  |

| Porvoo 13 agosto 2022 Finale 3º - 4º posto | Jyväskylä Jaguars | 0 – 28 | Malmi Blaze |  |

### Statistiche di squadra
| Competizione      | %Vittorie | In casa | In casa | In casa | In casa | In casa | In casa | In trasferta | In trasferta | In trasferta | In trasferta | In trasferta | In trasferta | Totale | Totale | Totale | Totale | Totale | Totale |
| Competizione      | %Vittorie | G       | V       | N       | P       | Pf      | Ps      | G            | V            | N            | P            | Pf           | Ps           | G      | V      | N      | P      | Pf     | Ps     |
| ----------------- | --------- | ------- | ------- | ------- | ------- | ------- | ------- | ------------ | ------------ | ------------ | ------------ | ------------ | ------------ | ------ | ------ | ------ | ------ | ------ | ------ |
| Stagione regolare | .667      | 2       | 1       | 0       | 1       | 60      | 42      | 4            | 3            | 0            | 1            | 166          | 72           | 6      | 4      | 0      | 2      | 226    | 114    |
| Playoff           | .000      | 1       | 0       | 0       | 1       | 0       | 28      | 1            | 0            | 0            | 1            | 14           | 30           | 2      | 0      | 0      | 2      | 14     | 58     |
| Totale            | .500      | 3       | 2       | 0       | 1       | 60      | 70      | 5            | 3            | 0            | 2            | 180          | 102          | 8      | 4      | 0      | 4      | 240    | 172    |

## Femminile

### Naisten I-divisioona 2022

#### Stagione regolare
| Helsinki 21 maggio 2022, ore 18:00 1ª giornata | Helsinki Roosters | 2 – 31 | Jyväskylä Jaguars | Velodromo di Helsinki |

| Jyväskylä 12 giugno 2022, ore 16:00 3ª giornata | Jyväskylä Jaguars | 13 – 18 | Kotka Eagles | Viitaniemen liikuntapuisto |

| Jyväskylä 3 luglio 2022, ore 14:00 5ª giornata | Jyväskylä Jaguars | 31 – 14 | Helsinki Wolverines Blue | Säynätsalon Tekonurmi |

| Vaasa 9 luglio 2022, ore 15:00 6ª giornata | Wasa Royals | 15 – 0 | Jyväskylä Jaguars | Kaarlen kenttä |

| Oulu 16 luglio 2022, ore 18:30 7ª giornata | Oulu Northern Lights | 55 – 6 | Jyväskylä Jaguars | Castrenin urheilukeskus |

#### Playoff
| Oulu 20 agosto 2022, ore 12:30 Semifinale | Oulu Northern Lights | 24 – 0 | Jyväskylä Jaguars | Castrenin urheilukeskus |

### Statistiche di squadra
| Competizione      | %Vittorie | In casa | In casa | In casa | In casa | In casa | In casa | In trasferta | In trasferta | In trasferta | In trasferta | In trasferta | In trasferta | Totale | Totale | Totale | Totale | Totale | Totale |
| Competizione      | %Vittorie | G       | V       | N       | P       | Pf      | Ps      | G            | V            | N            | P            | Pf           | Ps           | G      | V      | N      | P      | Pf     | Ps     |
| ----------------- | --------- | ------- | ------- | ------- | ------- | ------- | ------- | ------------ | ------------ | ------------ | ------------ | ------------ | ------------ | ------ | ------ | ------ | ------ | ------ | ------ |
| Stagione regolare | .400      | 2       | 1       | 0       | 1       | 44      | 32      | 3            | 1            | 0            | 2            | 37           | 72           | 5      | 2      | 0      | 3      | 81     | 104    |
| Playoff           | .000      | 0       | 0       | 0       | 0       | 0       | 0       | 1            | 0            | 0            | 1            | 0            | 24           | 1      | 0      | 0      | 1      | 0      | 24     |
| Totale            | .333      | 2       | 1       | 0       | 1       | 44      | 32      | 4            | 1            | 0            | 3            | 37           | 96           | 6      | 2      | 0      | 4      | 81     | 128    |